# Albulena Haxhiu
Albulena Haxhiu (11 de mayo de 1987 (37 años) es una política kosovar-albanesa, quien sirvió como diputada para Vetëvendosje! en la cuarta legislatura de la Asamblea de Kosovo. Durante su banca en la Asamblea, fue una miembro  del Subcomité de Mandato, Inmunidad y Control de la legislación.
Haxhiu estudió leyes y finanzas en Universiteti i Prishtinës. Es casada y tiene un niño. Es la nieta del activista político kosovar Ahmet Haxhiu.